# Houston, Mississippi
Houston là một thành phố thuộc quận Chickasaw, tiểu bang Mississippi, Hoa Kỳ. Năm 2010, dân số của thành phố này là 3 623 người.

## Dân số
- Dân số năm 2000: 4 075 người.
- Dân số năm 2010: 3 623 người.